# The Sessions (film)
Pour les articles homonymes, voir The Sessions.
Pour plus de détails, voir Fiche technique et Distribution.
The Sessions est un film dramatique réalisé par Ben Lewin, sorti en 2012. Tiré du roman On Seeing a Sex Surrogate de Mark O'Brien, il a été présenté au Festival de Sundance 2012, où il a remporté le Prix du public américain de la fiction, et Helen Hunt est nommée à l'Oscar de la meilleure actrice dans un second rôle en 2013.

## Synopsis
Mark fait paraître une petite annonce : « Homme, 38 ans, cherche femme pour relation amoureuse, et plus si affinités. En revanche paralysé... Amatrices de promenades sur la plage s'abstenir... ».
Le film retrace l'histoire vraie du poète et journaliste Mark O'Brien. Victime d'une attaque de poliomyélite dans l'enfance, il passe la majeure partie de son temps allongé dans un poumon d'acier. Sa rencontre avec une assistante sexuelle va lui permettre d'aimer.

## Fiche technique
- Titre : The Sessions
- Titre provisoire : The Surrogate
- Réalisation : Ben Lewin
- Scénario : Ben Lewin
- Producteurs : Judi Levine, Stephen Nemeth, Ben Lewin
- Producteurs exécutifs : Maurice Silman, Julius Colman, Douglas Blake
- Photographie : Geoffrey Simpson
- Montage : Lisa Bromwell
- Décors : John Mott
- Costumes : Justine Seymour
- Musique : Marco Beltrami
- Casting : Ronnie Yeskel
- Genre : Film dramatique
- Langue : anglais
- Durée : 95 minutes
- Pays de production :  États-Unis
- Dates de sortie :
  - États-Unis :
    - 20 janvier 2012 (Festival du film de Sundance 2012)
    - 22 juin 2012

  - France : 6 mars 2013

## Distribution
- John Hawkes (VFB : David Pion) : Mark O'Brien
- Helen Hunt (VFB : Colette Sodoyez)[1] : Cheryl Cohen Greene
- William H. Macy (VFB : Franck Dacquin) : Père Brendan
- Moon Bloodgood (VFB : Cathy Boquet) : Vera
- Annika Marks (VFB : Maia Baran) : Amanda
- W. Earl Brown : Rod
- Blake Lindsley : Laura White
- Adam Arkin : Josh
- Robin Weigert (VFB : Manuela Servais) : Susan
- Rusty Schwimmer : Joan
- Rhea Perlman : Mikvah Lady

Autres voix non attribuées : Jean-Michel Vovk, Nathalie Stas, Carine Seront, Mathieu Moreau, Angelo Dello Spedale, Laurence César, Bruno Borsu.
Doublage
- Studio : Agent double
- Directrice artistique : Alexandra Correa
- Adaptation : Gaëlle Kannengieser

- Source : carton de doublage sur Disney+

## Distinctions

### Récompenses
- Festival de Sundance 2012 : Prix du public américain de la fiction
- 2012 : Nevada Film Critics Society Awards : Meilleure actrice pour Helen Hunt et meilleur acteur pour John Hawkes
- 2012 : St. Louis Film Critics Association Awards : Meilleure actrice dans un second rôle pour Helen Hunt
- 2012 : Festival international du film de Saint-Sébastien : Prix du public
- 2013 : Independent Spirit Awards : Meilleur acteur pour John Hawkes et meilleure actrice dans un second rôle pour Helen Hunt
- 2013 : Chlotrudis Awards : Meilleur acteur pour John Hawkes
- 2013 : Casting Society of America Awards : Meilleure distribution

### Nominations
- Golden Globes 2013 :
  - Meilleur acteur dans un film dramatique pour John Hawkes
  - Meilleure actrice dans un second rôle pour Helen Hunt
- Oscars 2013 : Meilleure actrice dans un second rôle pour Helen Hunt